# دونالد أبيل
دونالد أبيل هو نقابي وسياسي كندي، ولد في 4 فبراير 1952 في هاميلتون في كندا. حزبياً، نشط في الحرب الديمقراطي الجديد لأونتاريو. وقد انتخب عضو برلمان مقاطعة أونتاريو.